# Priego de Córdoba
Priego de Córdoba est une ville d'Espagne, dans la comarque Subbética, province de Cordoue, communauté autonome d'Andalousie.

## Géographie

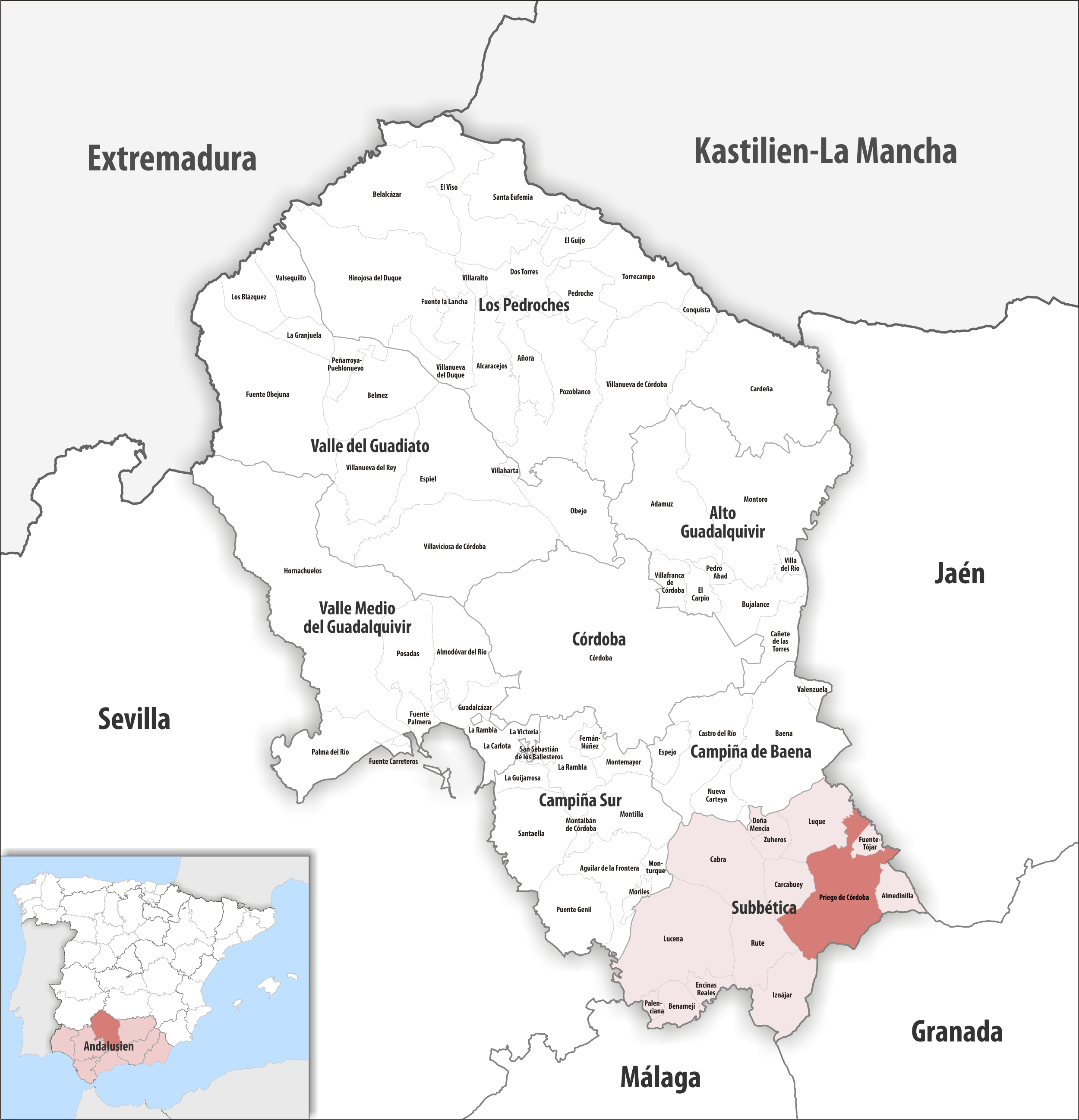
Priego de Córdoba dans la comarque Subbética, province de Cordoue / en Andalousie

### Localisation
La commune de Priego de Córdoba se trouve dans le sud de l'Espagne, proche du centre de la région d'Andalousie, à l'extrémité sud-est de la province de Cordoue et en bordure est de la comarque Subbética.
Cordoue est à 107 km nord-ouest ;
Grenade à 78 km sud-est ;
Madrid à 400 km nord ;
Gibraltar à 238 km sud-ouest (distances par route).

### Généralités
Cette ville est chef d'un district judiciaire qui inclut 8 hameaux et 17 habitats dispersés. Elle fait partie de la Route du Califat.[réf. nécessaire]
Priego de Córdoba est appelé « Ville de l'eau » en raison des nombreuses sources qui jaillissent dans ses environs, et « joyau du baroque cordouan » en raison du nombre de constructions baroques qu'elle possède.[réf. nécessaire]
Deux parties (distinctes l'une de l'autre) de la commune sont dans le parc naturel des Sierras Subbéticas : à l'ouest, et au nord-ouest. Ce parc de 32 056 ha a été créé le 28 juillet 1989 et inclut les communes de Cabra, Carcabuey, Doña Mencía, Iznajar, Priego de Córdoba, Rute, Luque et Zuheros,.

## Patrimoine

### Monuments classésbienes de interés cultural
- Chapelle du sanctuaire de l'église N-D de l'Assomption (en), dont la construction a commencé en 1525, a été déclarée monumento nacional en 1932[5].
- Église Notre-Dame du Carmel (Iglesia de Nuestra Señora del Carmen), déclarée monumento nacional[5].
- Église  de Saint-François d'Assise (Iglesia de San Francisco de Asís), autrefois dédiée à Saint-Étienne. Construite originellement en 1510 dans le style gothique tardif ou mudéjar, remaniée au XVIIIe siècle dans le style baroque. Elle abrite l'icône la plus vénérée de Priego : la célèbre image de Notre Père Jésus Nazareno de Priego de Córdoba, populairement appelé El Rey de Priego[6],[7]. Déclarée monumento nacional[5].
- Église Notre-Dame des Douleurs (es) (Ermita de Nuestra Señora de las Angustias), fondée en 1773 pour abriter une image de la Vierge des Douleurs, sa construction est achevée en 1775 et sa décoration intérieure en 1778. Elle n'a qu'une nef, avec voûte d'arêtes et lunettes, au chevet une coupole en forme de galandage reposant sur une corniche. L'église et les retables sont attribués à Juan de Dios Santaella[8],[9]. Déclarée monumento nacional[5].
- Église Notre-Dame de Mercedes (Iglesia de Nuestra Señora de Mercedes). Déclarée monumento nacional[5].
- Fuente del Rey (es) : elle a subi des transformations successives depuis le XVIe siècle, et a été achevée au début du XIXe siècle. Conçu dans le style baroque par Remigio del Mármol, elle est datée de 1803. Dans le même bâtiment que la fontaine du Roi se trouve la fontaine de la Santé. La légende raconte qu'Alphonse XI (roi de Castille de 1312 à sa mort en 1350) y a installé son camp. Son existence résulte de la canalisation de la source qui alimente le village en eau. Elle a été construite par Francisco del Castillo "el Mozo" (es) au XVIe siècle, mais le tailleur de pierre local Alonso González Bailén est également intervenu. L'ensemble est déclaré patrimonio nacional[5].
- Castillo de Priego de Córdoba (es), déclaré Monumento Nacional le 27 septembre 1943[5].
- Rempart du chemin de ronde (Muralla del Adarve), déclaré conjunto histórico-artístico en 1972[5].
- Tour du Monchón (Torre del Monchón), déclaré Bien de Interés Cultural[5].
- Tour de la source Alhama (Torre de Fuente Alhama). Déclarée Bien de Interés Cultural[5].
- Tour de l'Esparragal (Torre del Esparragal). Déclarée Bien de Interés Cultural[5].
- Tour de Barques (Torre de Barcas). Déclarée Bien de Interés Cultural[5].
- Tour Media (Torre Media). Déclarée Bien de Interés Cultural[5].
- Tour Basse (Torre Bajera). Déclarée Bien de Interés Cultural[5].
- Tour des Chèvres (Torre de Cabras). Déclarée Bien de Interés Cultural[5].
- Tour de Uclés (Torre de Uclés). Déclarée Bien de Interés Cultural[5].
- Tour de l'Espartal (Torre del Espartal). Déclarée Bien de Interés Cultural[5].
- Tour de la Pata de Mahoma (Torre de la Pata de Mahoma). Déclarée Bien de Interés Cultural[5].
- Tour du Vieux Calvaire (Torre del Calvario Viejo). Déclarée Bien de Interés Cultural[5].
- Tour de l'Olive (Torre de la Oliva). Déclarée Bien de Interés Cultural[5].
- Tour de la Servante de la Trinité (Torre de la Sierrecilla de la Trinidad). Déclarée Bien de Interés Cultural[5].
- Tour de la Ferme des Rochers Doubles (Torre del Cortijo de Peñas Doblas). Déclarée Bien de Interés Cultural[5].
- Tour de Zagrilla (Torre de Zagrilla). Déclarée Bien de Interés Cultural[5].
- Tour de Serval (Torre de Serval). Déclarée Bien de Interés Cultural[5].
- Tour de Castil de Campos (Torre de Castil de Campos)[n 1]. Déclarée Bien de Interés Cultural[5].
- Grotte de Cholones (Cueva de Cholones) : elle se trouve dans les limites du parc naturel des Sierras Subbéticas de Cordoue, dans la ferme détruite de Cholones, à l'intérieur de ce qui était une étable, avec une entrée triangulaire de 0,5 m de largeur. Une galerie horizeontale aboutit à une salle d'amples peoportions. Un autre passage étroit mène à la Sima de los Cráneos, une diaclase de 30 m de dénivelé. Le mobilier découvert va du Paléolithique moyen aux temps modernes. Elle possède de remarquables peintures du Néolithique et de l'Âge du cuivre. Déclarée Bien de Interés Cultural[10].
- Grotte des Lards (Cueva de los Tocinos) : elle est sur le versant est de la sierra Gallinera, presque au sommet. Elle a une entrée triangulaire de 2,50 m de large x 2 m de haut ; c'est une diaclase divisée en deux galeries par un chaos de blocs. À l'intérieur, on trouve des céramiques néolithiques (ocre rouge, incise, etc.) et des os et objets d'ornement (bracelets). De la première salle on connaît un bon nombre de fragments de cisaille numismatique appartenant à des falsifications de maravédis de Philippe IV. Déclarée Bien de Interés Cultural[11].
- Grotte de la  Chauve-souris (Cueva de la Murcielaguina) : grotte préhistorique creusée dans une diaclase avec de grands blocs détachés, orientée au nord-est avec structure labyrinthique. On y trouve des peintures murales, qui sont endommagées au point d'être méconnaissables. Il pourrait s'agir d'un habitat néolithique. Il y a aussi des restes d'industrie lithique, de céramique peinte à l'ocre avec incises et reliefs. Les peintures ont été étudiées par J. Bernier et F. J. Fortea qui les divisent en sept groupes : pectinifomes, ancoriformes, cruciformes, quadrupèdes, tectiformes, idoles, traces ondulées. La situation de la grotte sur une route séculaire en a fait un dépôt de matériel lithique et céramiques qui couvre la période de l'époque du Bronze jusqu'au Moyen Âge. Ex-voto de pierre (tête) et fragments de céramique ibérique. Fragments de tegulae, de céramique sigillée et de céramique andalouse. Déclarée Bien de Interés Cultural[12].
- Abri de la Solana 1 (Abrigo de la Solana I) : figure en forme d'ancre et restes de chiffres, peints en roug.. Déclaré Bien de Interés Cultural[13].
- Abri de la Solana 2 (Abrigo de la Solana II) : représentation en trait simple, peint en rouge. Déclaré Bien de Interés Cultural[14].
- Abri de la Solana 3 (Abrigo de la Solana III) : représentation de figures non identifiées et de points, peintes en rouge. Déclaré Bien de Interés Cultural[15].
- Abri de la Solana 4 (Abrigo de la Solana IV) : représentation de tache diffuse, peinte en rouge. Déclaré Bien de Interés Cultural[16].
- Abri de la Solana 5 (Abrigo de la Solana V) : représentation de formes anthropomorphes et autres non identifiées, traits simples et points, peints en rouge. Déclaré Bien de Interés Cultural[17].
- Abri de la Solana 6 (Abrigo de la Solana VI) : représentation de traits simples, peints en rouge. Déclaré Bien de Interés Cultural[18].
- Abri de la Solana 7 (Abrigo de la Solana VII) : panneau avec des figures anthropomorphes, bras en anse et traits simples, peints en rouge. Ensemble de réticules peints en noir. Fragment de céramique à la main. Déclaré Bien de Interés Cultural[19].
- Les Castillejos (Los Castillejos). Déclaré Bien de Interés Cultural[20].
- Sierra Leones (Sierra Leones), une fortification. Déclarée Bien de Interés Cultural[21].
- Enclos de la Famine (Cerro de la Hambrona), vestiges de fortification à 766 m d'altitude : elle contrôle une vaste zone de territoire au nord et à l'ouest de la colline. Le site est maintenant entouré d'oliveraies. Déclaré Bien de Interés Cultural[22].
- Butte du Charpentier (Cerrillo Carpintero) : le sommet est défendu par quelques tronçons de muraille réalisés avec des blocs cyclopéens. On y a trouvé de la céramique ibérique commune, ainsi que dans la grotte qui existe sur le versant ouest. Déclarée Bien de Interés Cultural[23].
- Enclos du Rideau I (Cerro del Visillo I), enceinte à plan quadrangulaire réalisée avec de grandes pierres : 18,80 m sur 12 m. L'alignement du côté est a été détruit. Fragments de céramique commune et tegulas. Déclaré Bien de Interés Cultural[24].
- Les Cerrillos II (Los Cerrillos II), enceinte quadrangulaire réalisée avec des pierres de taille et de calcaire, en tirant parti de la roche naturelle qui se trouve là : 9,15 m par 4,60 m. Vers l'ouest, on observe d’autres alignements avec de petites pierres. Quelques fragments de tegulae. Déclaré Bien de Interés Cultural[25].
- Jardin du Maure (Jardín del Moro), dans une falaise très abrupte où les seules modifications qui semblent avoir été faites au paysage sont celles de la citerne sur le rocher le plus haut de l'enceinte et la muraille qui protège l'accès à celle-ci par son côté est. La protection sur ses autres côtés est assurée grâce à des coupes verticales de la roche, car en moins de 500 m à l'horizontale le dénivelé peut atteindre 200 m. Les principales caractéristiques du lieu sont son austérité, l'absence de structures d'habitation de l'enceinte et la faible ou nulle horizontalité de celui-ci[n 2]. Déclaré Bien de Interés Cultural[26].
- Les capitules du Tarajal (Las Cabezuelas del Tarajal) : nombreux fragments de céramique à la main, polis, peints, etc.. Le gisement est entouré de remparts, avec des sections de divers équipements; cette muraille est renforcée par de grands bastions rectangulaires. Déclarée Bien de Interés Cultural[27].
- Ruisseau de la Croix (Arroyo de la Cruz) : enceinte de chronologie indéterminée, de forme rectangulaire, seules les alignements de la zone sud (13,50 m) et de la zone est sont visibles. Déclaré Bien de Interés Cultural[28].
- La Partera 2 (La Partera II) : plusieurs tronçons d'une muraille faite de très gros blocs de pierre, qui entoure la partie supérieure du mont. Rares fragments de céramique commune. Déclarée Bien de Interés Cultural[29].
- Rochers Doubles (Peñasdoblas) : clôture sur talus en maçonnerie sèche qui entoure le site, probablement construite à l’époque contemporaine avec les murs démontés des structures conservées en superficie dans le gisement au XIXe siècle, pour le préparer pour la culture du grain. Dans la partie supérieure il y a une structure en maçonnerie, non déterminée, qui pourrait correspondre à un élément de fortication. Fragments de mortier peint en rouge. Pierres de travertin. Fragments de céramiques communes, tuiles et briques. Déclarée Bien de Interés Cultural[30].

### Autres
- Église de Notre-Dame de l'Aurore et de Saint-Nicaise (Iglesia de Nuestra Señora de la Aurora y San Nicasio), Calle Carrera de Álvarez. Anciennement l'ermitage de Saint-Nicaise au XVe siècle, première mention écrite en 1528. Rénovée au XVIIIe siècle par Juan de Dios Santaella. Elle est de plan rectangulaire, avec une voûte de cinq travées s'élevant du sol par des pilastres sur lesquels se trouvent les sculptures en plâtre de saint Pierre, saint Paul et les évangélistes. L'intérieur de l'église foisonne de décorations baroques exubérantes, en particulier sur le dôme, la voûte et autour des fenêtres. C'est un mélange de moulures géométriques, de motifs végétaux et d'une abondance d'anges demi-corps, le tout souligné par une bande de couleur bleue. Le grand retable est divisé en trois tiers et trois rangées : en haut se trouve l'image de San Nicasio, surmontée par deux grands volcans[31],[32],[33],[34],[35]. Comme le reste de l'église, le clocher-mur est orné à foison[36].
- Chapelle de la Fraternité de la Colonne (Capilla  de la Hermandad de la Columna)[37],[38]
- Hôpital-église de Saint-Jean-de-Dieu (Hospital - Iglesia de San Juan de Dios), fondé au XVIIe siècle dans le centre-ville, a été restauré plusieurs fois. Au XVIIIe siècle les baies vitrées et les arcs ont été modifiés, ainsi que la façade inachevée attribuée à Juan de Dios Santaella. Le grand retable, orné d'une image de la Virgen de las Mercedes, a été réalisé en 1768 par Francisco José Guerrero. L'ensemble est de style rococo[39].
- Balcon de l'Adarve : l'est de la ville est bordé d'une falaise d'environ 55 m de hauteur offrant un mirador et de beaux panoramas.
- Jardin des Infantes (es), le nom (Huerta de las Infantas) apparaît pour la première fois dans un contrat de vente de 1550.
- Arène de taureaux de Priego (es), inaugurée le 17 août 1892 par les toreros Lagartijo et Torerito ; Le 2 septembre 1932 une corrida d'hommage à Niceto Alcalá Zamora y a réuni Marcial Lalanda, Manolo Bienvenida et Domingo Ortega.
Fermée en 2002 pour cause de délabrement, restaurée et rouverte en 2011.
- Boucheries royales (Carnicerías Reales), ancien abattoir et marché construits entre 1576 et 1579, conçus par l'architecte jaennais Francisco del Castillo "el Mozo" (es), avec une façade maniériste inspirée d'Italie, avec des colonnes portant un fronton triangulaire. L'enceinte est construite sur un plan carré, avec une cour centrale entourée de galeries d'arcs en plein cintre sur des colonnes en pierre et des tours avec angles, mettant en évidence l’escalier en spirale. L'éclairage a été rénové en 2023[40],[41],[42].

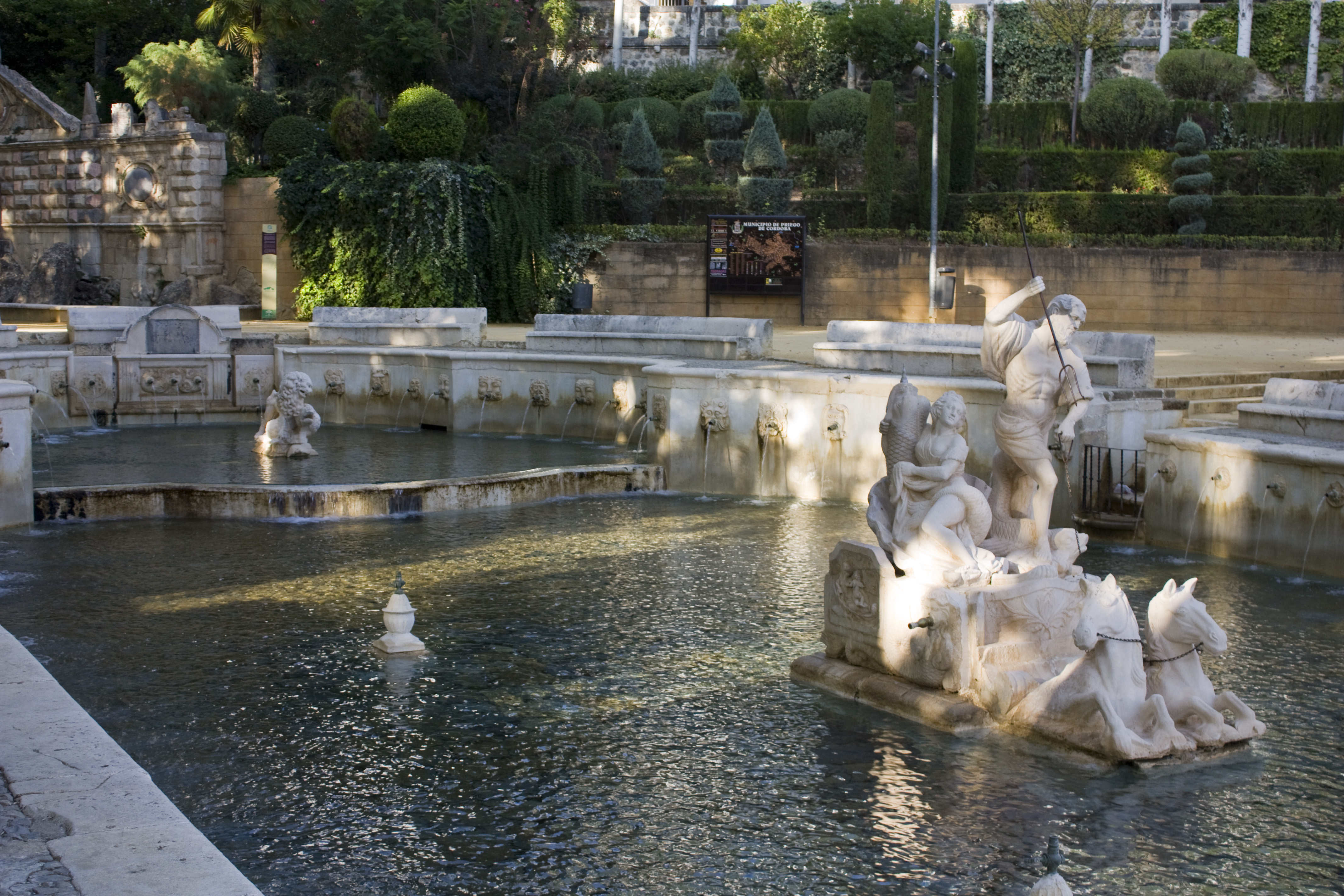
Fuente del Rey
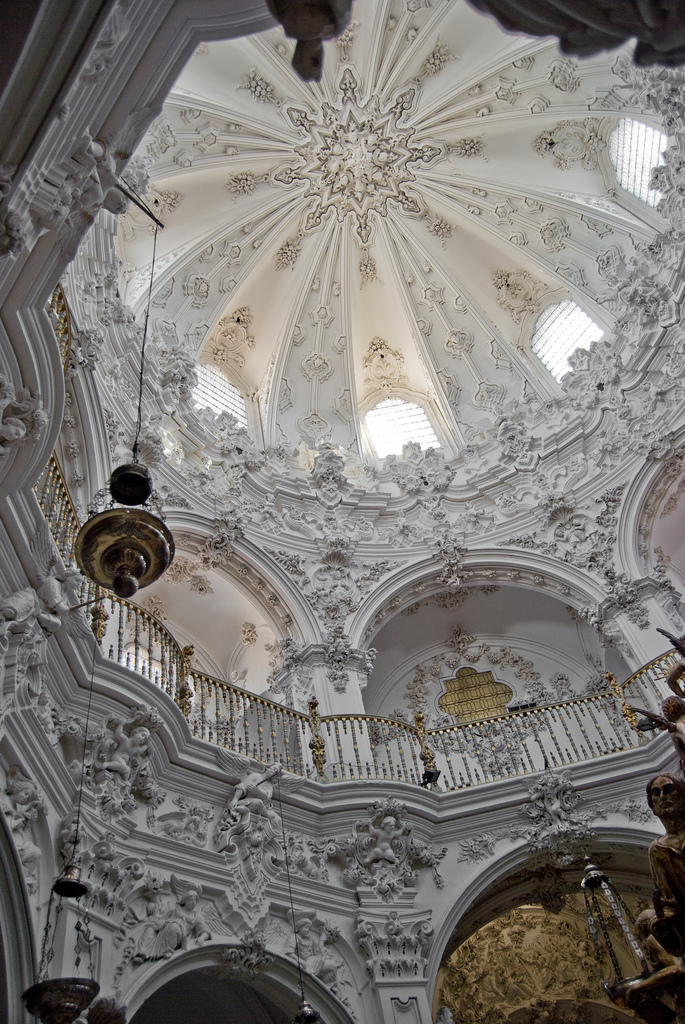
Chapelle du sanctuaire, église N-D de l'Assomption (es)
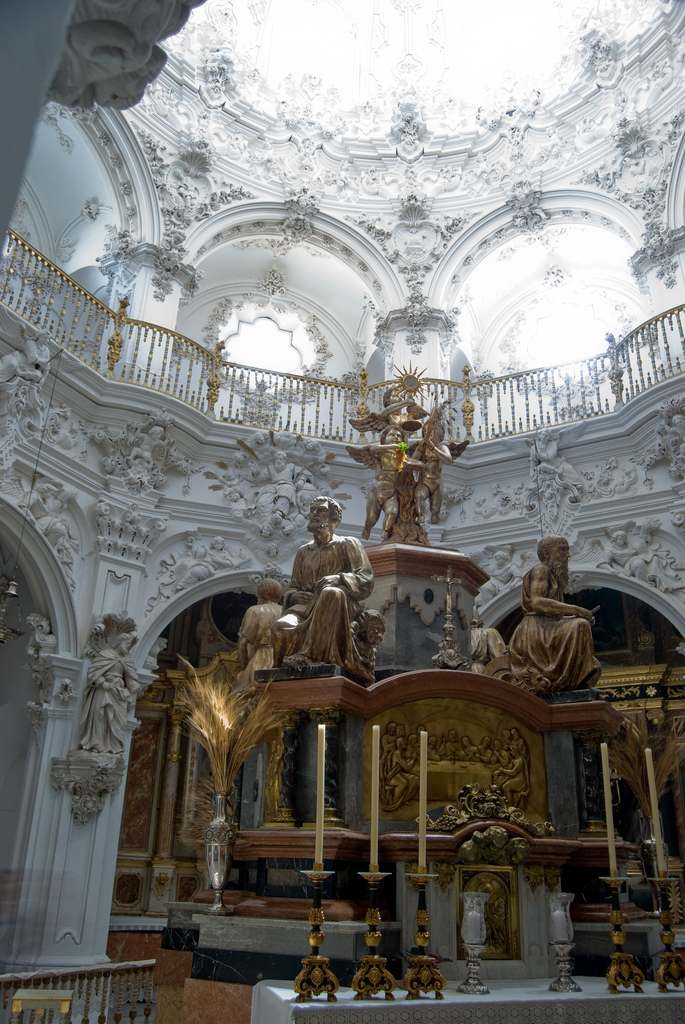
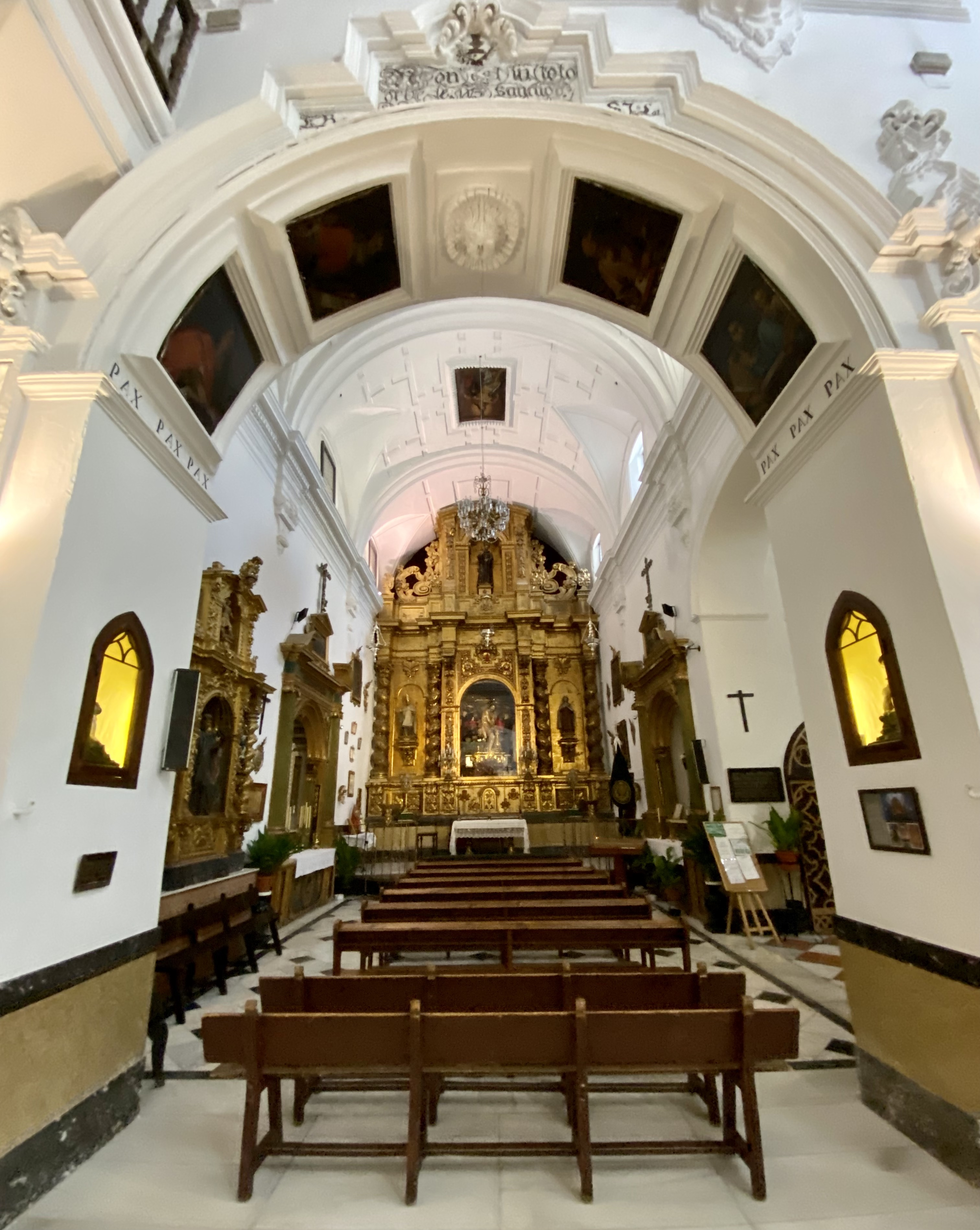
Chapelle de la Hermandad de la Columna
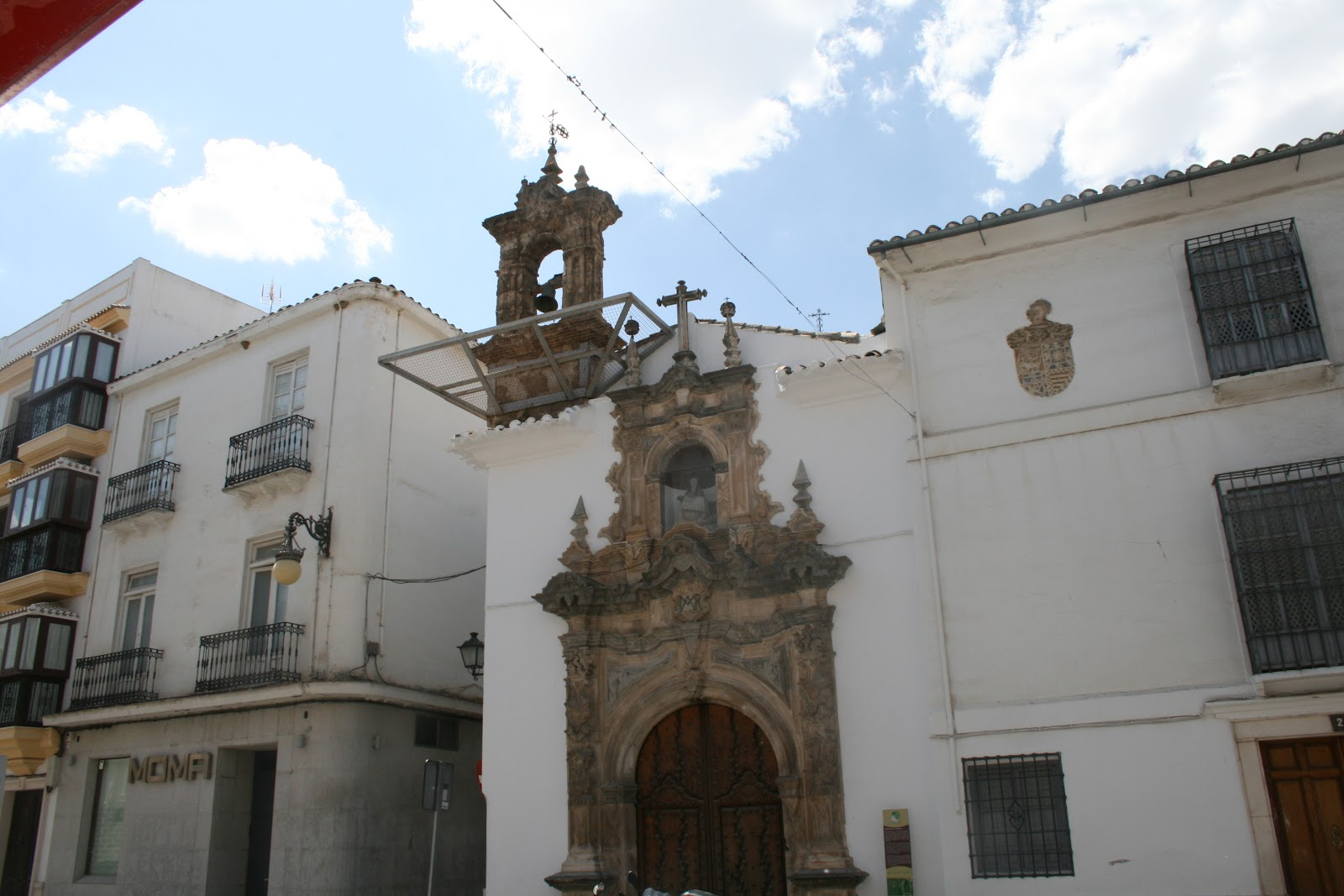
Nuestra Señora de las Angustias
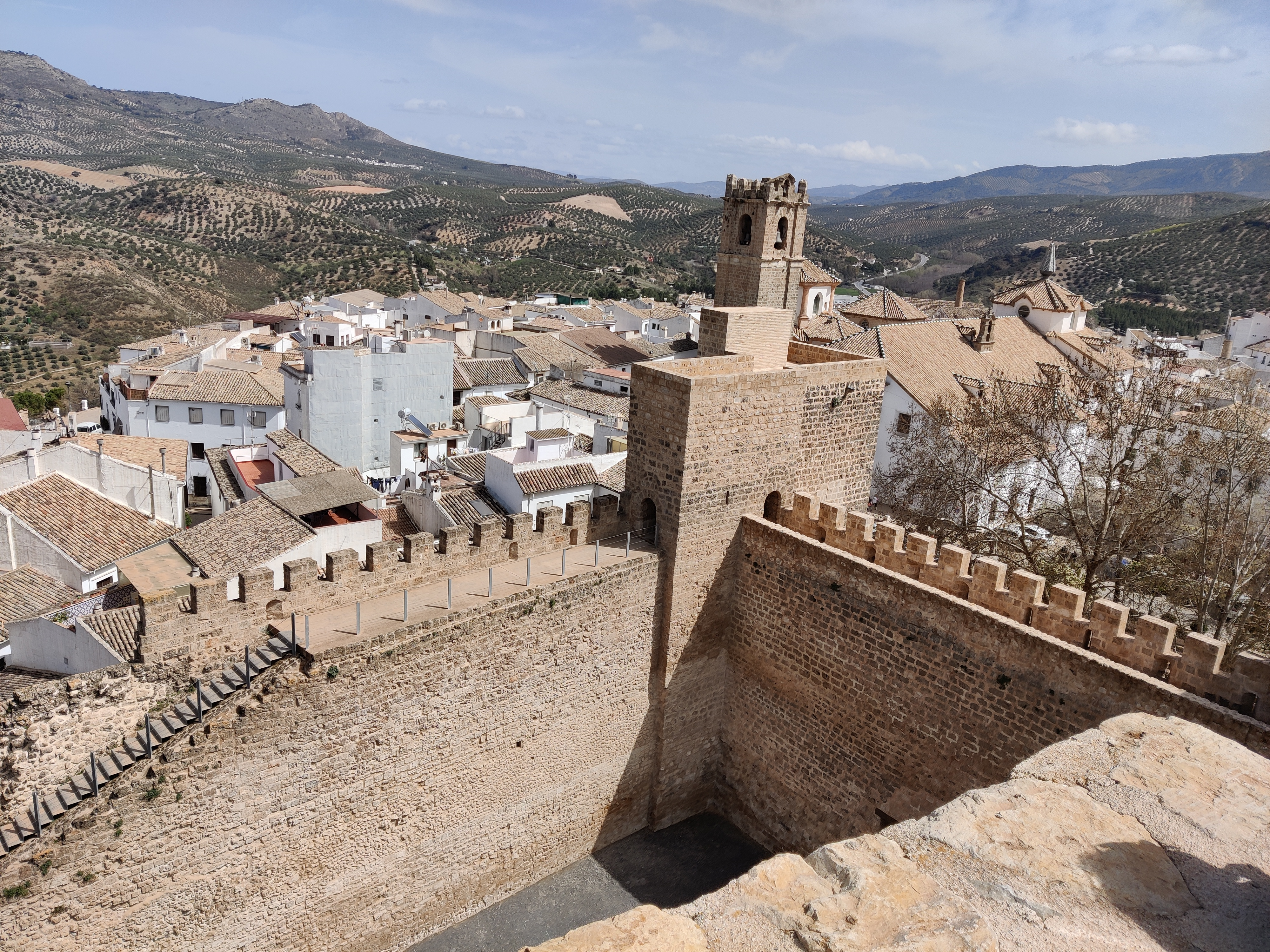
Castillo de Priego de Córdoba (es), vue sur la ville
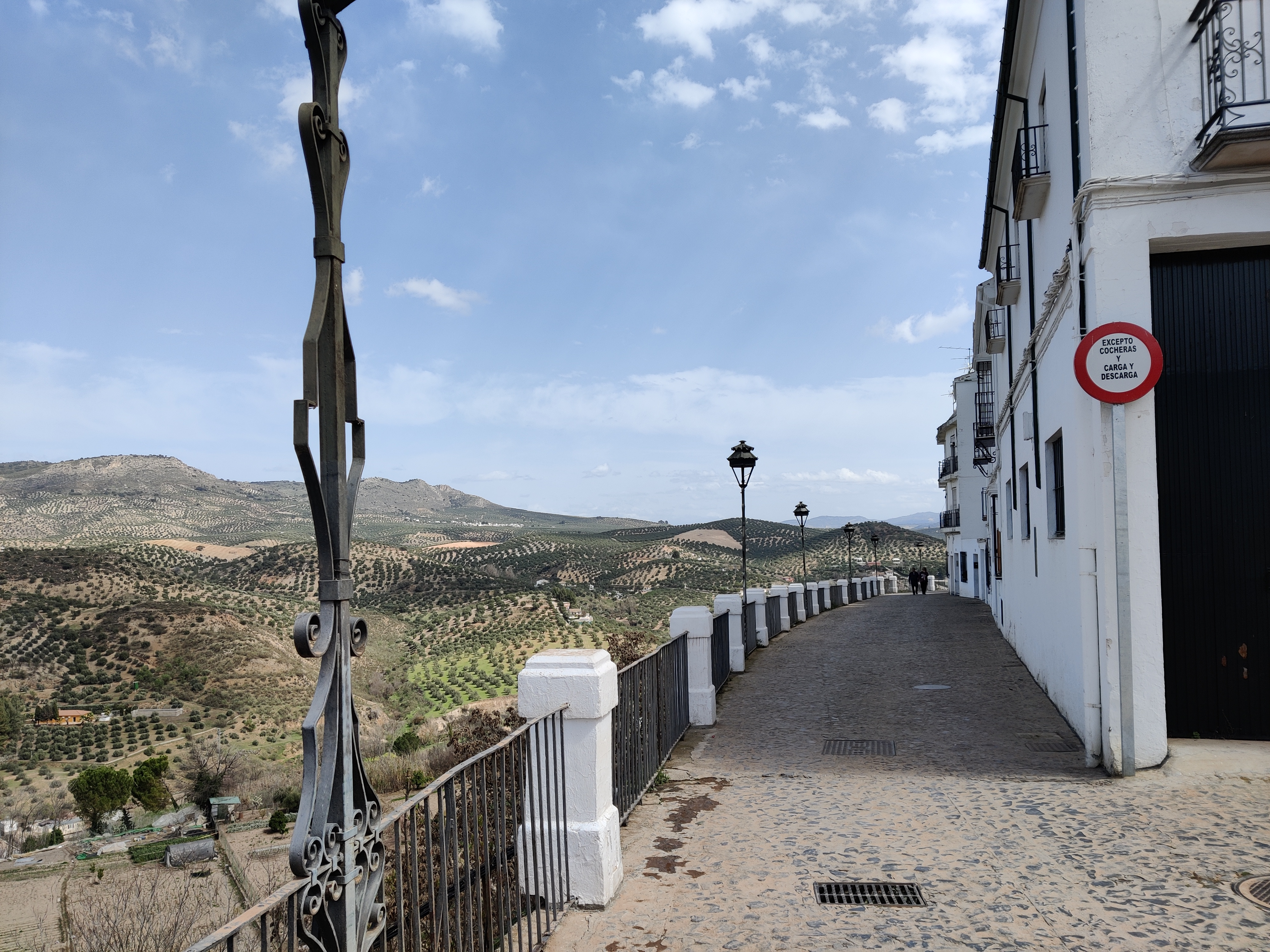
Calle Adarve, ou Balcon du chemin de ronde
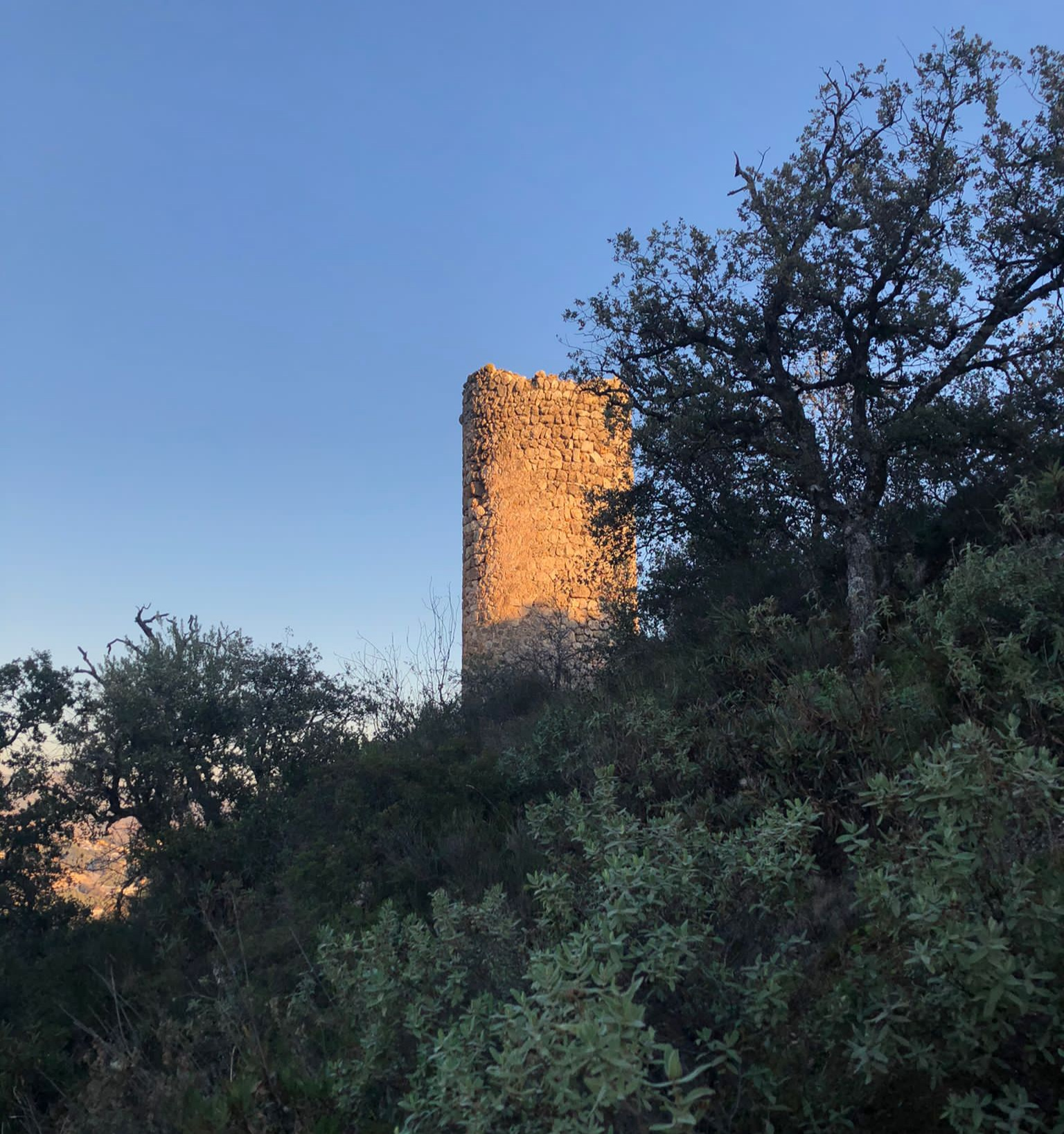
Tour de Jaula, dite aussi tour d'Uclés
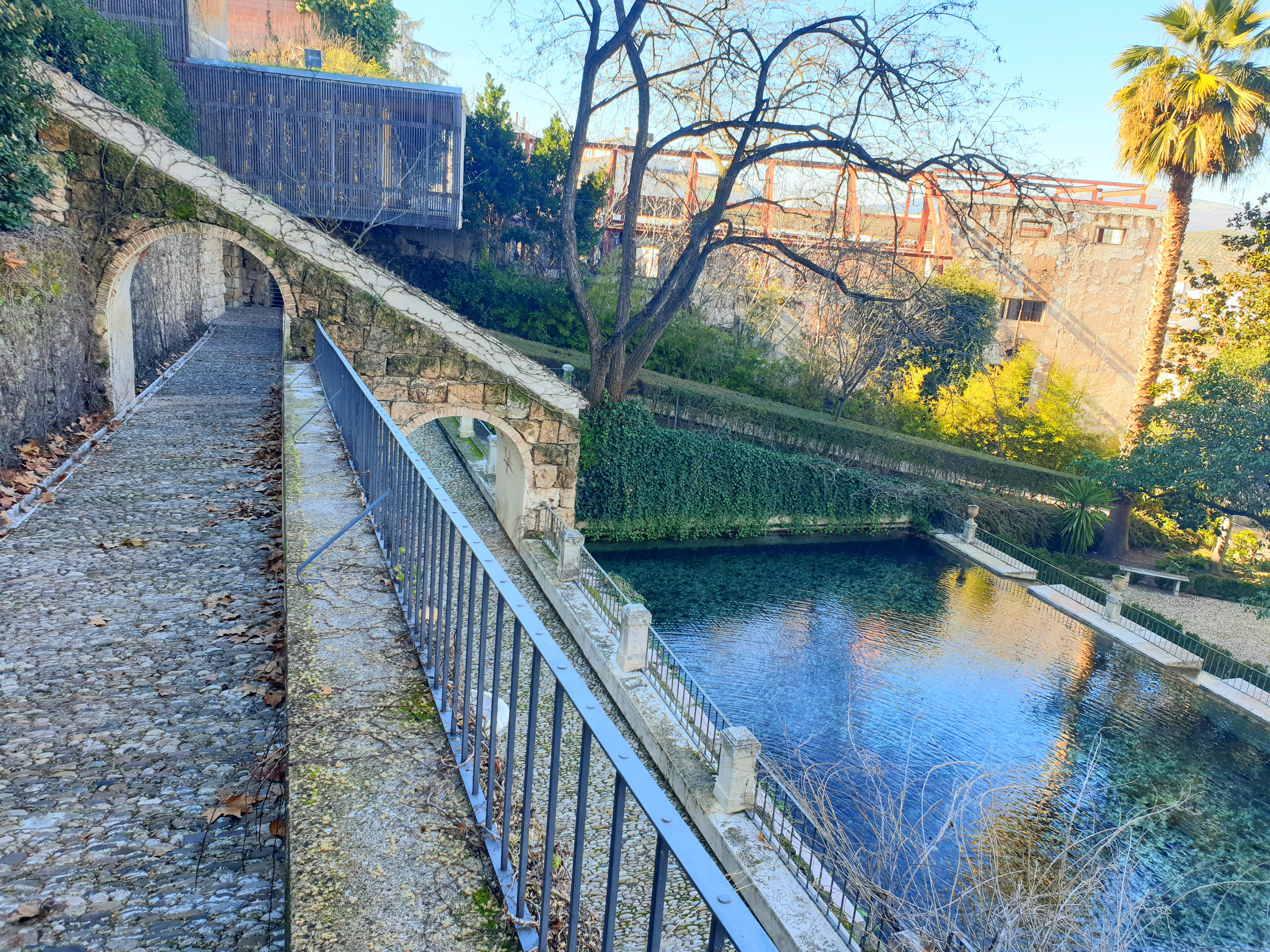
Jardin des Infantes (es)

## Personnalités liées à la ville
- Francisco Murcia de la Llana, né dans la ville, philosophe espagnol professeur à l'Université d'Alcalá au début du XVIIe siècle
- José Antonio Manso de Velasco, mort en 1767 dans la ville après avoir été général et gouverneur colonial espagnol, servant la Couronne en tant que gouverneur du Chili puis vice-roi du Pérou.
- Don José Álvarez y Cubero, né à Priego en 1768, sculpteur.
- Niceto Alcalá-Zamora, né dans la ville en 1877, premier président de la Seconde République espagnole de 1931 à 1936.